# Deanna Durbin
Deanna Durbin, właśc. Edna Mae Durbin (ur. 4 grudnia 1921 w Winnipeg, zm. 17 kwietnia 2013 w Neauphle-le-Château) – kanadyjska aktorka i piosenkarka.

## Filmografia
- 1936: Three Smart Girls jako Penelope "Penny" Craig
- 1937: Ich stu i ona jedna jako Patricia "Patsy" Cardwell
- 1938: Mad About Music jako Gloria Harkinson
- 1940: It's a Date jako Pamela Drake